# Râul Valea Strâmbă, Sbârcioara
Râul Valea Strâmbă este un afluent al râului Valea Coacăzei. 

## Hărți
- Harta județului Brașov